# Polygala cabrae
Polygala cabrae är en jungfrulinsväxtart som beskrevs av Chod.. Polygala cabrae ingår i släktet jungfrulinssläktet, och familjen jungfrulinsväxter. Inga underarter finns listade i Catalogue of Life.